# Björkgulhornspinnare
Björkgulhornspinnare (Achlya flavicornis) är en fjärilsart som beskrevs av Carl von Linné 1758. Björkgulhornspinnare ingår i släktet Achlya och familjen sikelvingar. Arten är reproducerande i Sverige. Inga underarter finns listade i Catalogue of Life.

## Bildgalleri

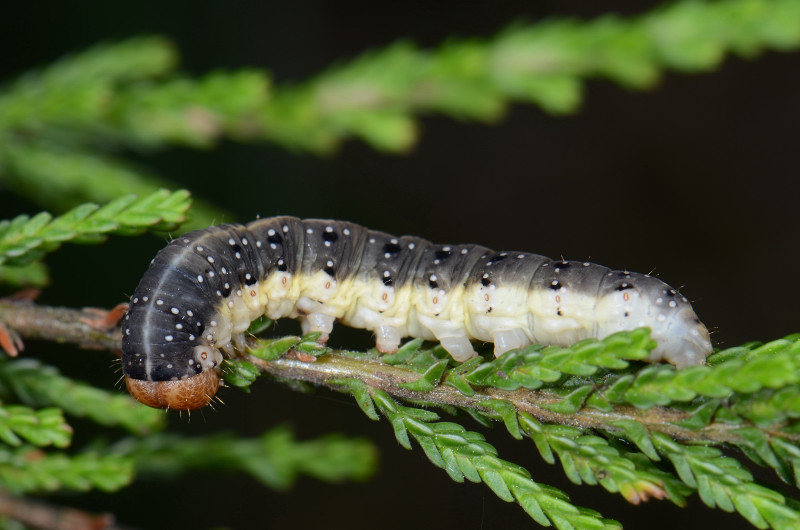